# Rezső Seress
Rezső Seress, talvolta indicato come Rudolf ("Rudi") Spitzer (Budapest, 3 novembre 1889 – Budapest, 11 gennaio 1968), è stato un pianista e compositore ungherese.
Molto famoso per la canzone Szomorú vasárnap (Gloomy Sunday) nota anche "hungarian suicide song" tradotta in italiano come: "Triste domenica". Narra la leggenda che chiunque ascolti questa canzone si suicidi 

## Biografia
Rezső Seress imparò a suonare il pianoforte da autodidatta. Lasciata la scuola, lavorò inizialmente in un circo itinerante come trapezista. Dopo un incidente, si dedicò all'attività di autore di testi musicali e cantante, trovando lavoro presso il teatro Városligeti Műszínkör a Budapest, dove rimase impiegato per nove anni. Divenuto una figura di rilievo negli ultimi anni venti, si esibì in vari locali della sua città.
Compose numerose canzoni, tra le quali Fizetek főúr e Én úgy szeretek részeg lenni e una canzone per il Partito Comunista Ungherese, Újra a Lánchídon, che celebra il Ponte delle Catene di Budapest.
La sua canzone di maggior successo fu Szomorú vasárnap, di cui László Jávor scrisse le parole e lui la musica nel 1933, cantata da Pál Kalmár. La canzone incontrò il successo internazionale e ne furono registrate anche versioni in varie lingue, tra le quali in inglese (Gloomy Sunday, 1936) e in italiano (Triste domenica, 1937, cantata anche da Nilla Pizzi nel 1952). La canzone però presto acquisì una fama lugubre, venendo associata ad una catena di suicidi nella seconda metà degli anni trenta, tanto da esserne bandita la trasmissione da varie stazioni radio statunitensi e dalla BBC.
Seress non pretese mai il pagamento delle royalty per Szomorú Vasárnap, perché avrebbe dovuto recarsi negli Stati Uniti per richiederli. Preferì invece rimanere a suonare il piano nel ristorante Kispipa della sua città natale. Il Kispipa era un locale particolarmente freddo, frequentato da prostitute, musicisti, bohémien e proletari ebrei. In effetti, Seress visse la maggior parte della sua vita in povertà a Budapest.
Essendo di origini ebraiche, fu prelevato durante la seconda guerra mondiale dai nazisti per essere rinchiuso in un campo di lavoro in Ucraina, dove perse sua madre.
Quando la sua fama iniziò a scemare, così come la sua fede nel partito comunista, Seress precipitò nella depressione. Si suicidò a Budapest nel gennaio del 1968. Sopravvissuto ad un primo tentativo di suicidio, essendosi lanciato fuori da una finestra, si soffocò in ospedale ingoiando un filo.